# Richard Rau
Richard Rau (* 26. August 1889 in Berlin; † 17. November 1945 in Tumanovo, Sowjetunion) war ein deutscher Sprinter, der in den Jahren vor und nach dem Ersten Weltkrieg erfolgreich und zwischen 1909 und 1920 insgesamt elfmal Deutscher Meister über 100 und 200 Meter und einmal mit der 4-mal-100-Meter-Staffel war.

## Leben
Er startete zunächst für den SC Westen 05 Berlin, der sich 1911 mit dem Charlottenburger Sport-Club 02 zum SC Charlottenburg vereinigte. Der SCC wahrt bis auf den heutigen Tag sein Andenken in Form von Richard-Rau-Sportfesten.
Nach Beendigung seiner aktiven Laufbahn wurde Rau ab 1920 Kampfrichter beim SC Charlottenburg. Er trat zum 1. Mai 1933 der NSDAP (Mitgliedsnummer 2.587.746) und zum 1. März 1933 der SS bei (SS-Nummer 130.660). Während des Zweiten Weltkriegs war er Offizier der Waffen-SS. Rau starb im Alter von 56 Jahren in einem sowjetischen Kriegsgefangenenlager.

## Weltrekord
Rau war mehrfacher Rekordläufer. Im Jahr 1911 gelangen ihm mit 10,5 s über 100 sowie mit 22,0 s über 200 Meter gleich zwei deutsche Rekorde. Sein Rekord über 100 Meter wurde erst im Jahr 1926 von Helmut Körnig auf 10,4 s (Einstellung des von Charles Paddock gehaltenen Weltrekords) verbessert. Seinen Rekord über 200 Meter verbesserte er am 28. Juni 1914 selbst, und zwar gleich um vier Zehntelsekunden auf 21,6 s Diese Leistung konnte erst zehn Jahre später von Hubert Houben unterboten werden (21,5 s).
Raus Pech war es, dass erst im Sommer des Jahres 1912 offizielle Rekordlisten über 100 Meter eingeführt wurden, in die sich der Amerikaner Donald Lippincott mit seinen am 6. Juli in Stockholm gelaufenen 10,6 s als Erster eintragen durfte, einer Zeit, die Rau bereits ein Jahr zuvor (1911) erzielt und in der Folgezeit auch zweimal verbessert hatte:
- am 28. Mai in Prag (10,6 s)
- am 9. Juli in Berlin (10,6 s)
- am 13. August 1911 in Braunschweig (10,5 s)
- am 2. Mai 1912 in München (10,5 s)

Diese Zeiten wurden jedoch ebenso wenig offiziell anerkannt wie die 10,5 s, die Erwin Kern am 26. Mai 1912 in München gelaufen war oder die 10,4 s, die Viktor Hötter am 14. Juni 1914 in Münster erzielte.
Rau nahm an den Olympischen Spielen 1912 in Stockholm teil. Dort lief er mit der deutschen Stafette im Zwischenlauf der 4-mal-100-Meter-Staffel Weltrekord. Die von Otto Röhr, Max Herrmann, Erwin Kern und Schlussläufer Richard Rau am 8. Juli erzielten 42,3 s wurden als erster Weltrekord in dieser Disziplin von der IAAF anerkannt. Im Finale wurde das deutsche Quartett disqualifiziert. Es siegten die Briten (David Jacobs, Henry Macintosh, Victor D’Arcy, Willie Applegarth) in 42,4 s vor den Schweden (Ivan Möller, Charles Luther, Ture Persson, Knut Lindberg) in 42,6 s Über 200 Meter wurde Rau in 22,2 s Vierter hinter Ralph Craig (21,7 s), Donald Lippincott (21,8 s) und Willie Applegarth (22,0 s).

## Weitere Erfolge
Deutsche Meisterschaften:
- 1909: Meister (100 m)
- 1910: Meister (100 und 200 m)

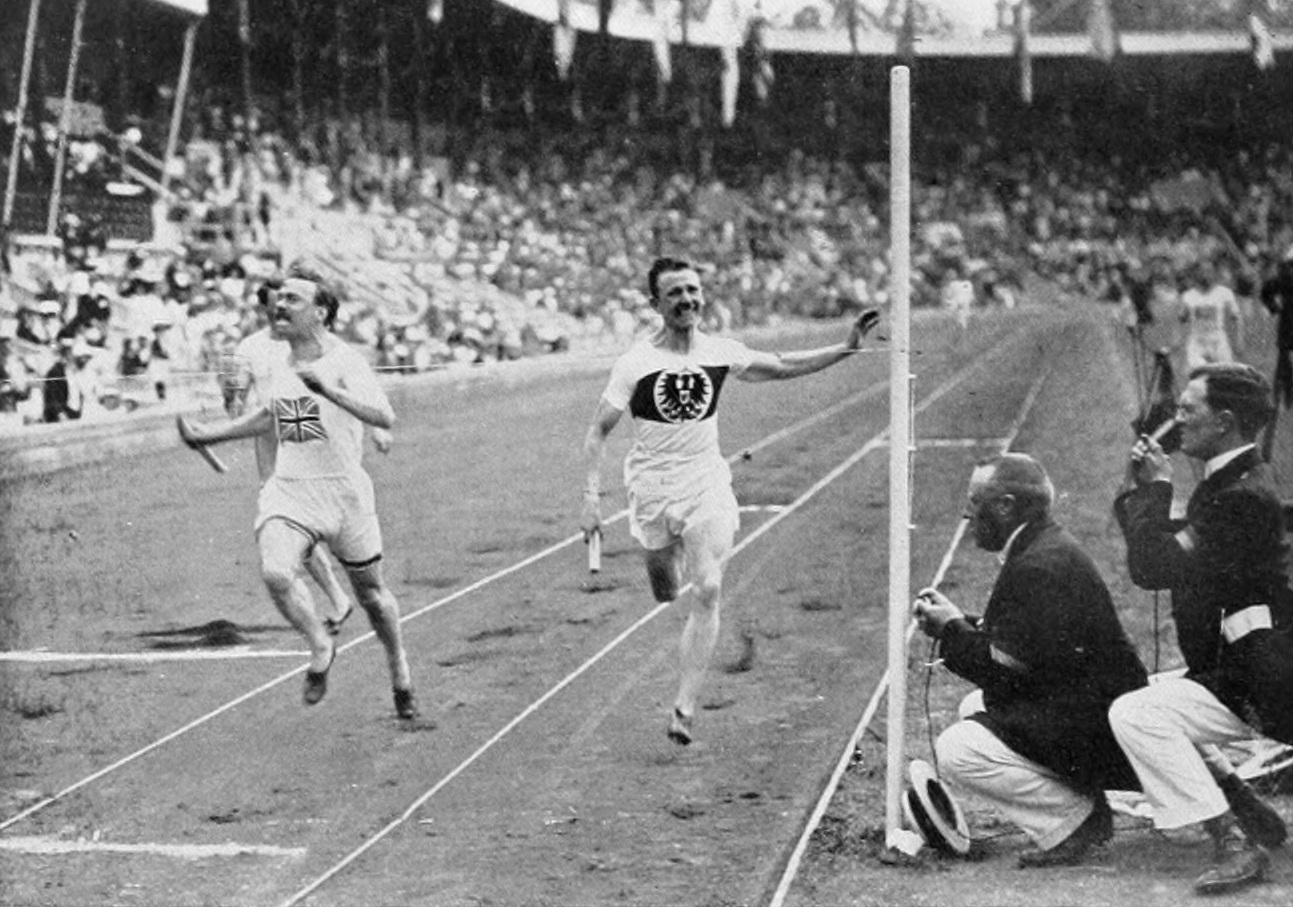
Richard Rau (rechts) läuft bei den Olympischen Spielen 1912 hinter Victor d’Arcy ins Ziel, die deutsche Stafette wird aber später disqualifiziert.

- 1911: Meister (100, 200 m und 110 m Hürden)
- 1912: Meister (100 und 200 m)
- 1916: Meister (200 m)
- 1919: Meister (100 m) und Vizemeister hinter Arthur Reinhardt (200 m)
- 1920: Meister (100, 200 m und 4 × 100-m-Staffel)
- 1921: Vizemeister (4 × 100-m-Staffel)

### Olympische Spiele
1912 Stockholm:
- Vierter über 200 m in 22,2 s
- Weltrekord über 4 × 100 m in 42,3 s